# Прапор Нетішина
Прапор Нетішина — прапор міста Нетішин Хмельницької області.
Сучасний прапор Нетішина затвердила міська рада 11 грудня 1996 року.

## Опис
Прямокутне полотнище з співвідношенням сторін 1:1. Верхня частина шириною 1/4 від ширини хоругви - синя, нижня - зелена. У нижній частині - біла стилізована шестипелюсткова "квітка", у верхній - три жовті трипалі соснові гілочки в ряд. Від древка, знизу і справа хоругва має жовту лиштву шириною 1/12 від ширини хоругви.